# Mihály Iváncsik
Mihály Iváncsik (* 9. Juli 1959 in Máriapócs) ist ein ehemaliger ungarischer Handballspieler, der zumeist auf Rechtsaußen eingesetzt wurde.
Der 1,80 m große und zu seiner aktiven Zeit 80 kg schwere Linkshänder begann seine Laufbahn in Nyírbátor. 1980 wechselte er zu Győri Rába ETO, mit dem er 1987, 1989 und 1990 die ungarische Meisterschaft sowie 1985, 1986 und 1987 den Pokal gewann. Auch international war er erfolgreich. 1986 triumphierte er im IHF-Pokal. Aufgrund seiner guten Leistungen wurde er 1989 zu Ungarns Handballer des Jahres gewählt. Nach vierzehn Jahren in Győr spielte er zwei Jahre in ATSE Graz und zwei weitere in VfL Günzburg. Nach seiner Rückkehr nach Ungarn lief er für Dunaferr SE und Tatabánya KC auf. Anschließend ließ er seine Karriere bei unterklassigen Vereinen ausklingen, bis 2004 in Pápa und dann in Komáromi AC wo er 2009 seine Laufbahn endgültig beendete.
Mit der Ungarischen Nationalmannschaft gewann Mihály Iváncsik bei der Weltmeisterschaft 1986 die Silbermedaille. Zwei Jahre später verpasste er bei den Olympischen Spielen in Seoul knapp eine Medaille und wurde Vierter. Mit 31 Treffern gehörte er zu den besten Torschützen des Turniers. Bei der Weltmeisterschaft 1990 belegte er den sechsten Platz, bei den Olympischen Spielen 1992 in Barcelona den siebten Rang. Zwischen 1984 und 1992 bestritt Iváncsik 169 Länderspiele, in denen er 623 Tore erzielte.
Seine Söhne Gergő, Tamás und Ádám spielen ebenfalls professionell Handball.